# Kathrin Wilhelm
Kathrin Wilhelm (ur. 8 czerwca 1981 w Sölden) – austriacka narciarka alpejska, dwukrotna medalistka mistrzostw świata juniorów.

## Kariera
Pierwszy raz na arenie międzynarodowej Kathrin Wilhelm pojawiła się 29 listopada 1996 roku w Hochgurgl, gdzie w zawodach FIS Race w gigancie zajęła dziewiętnaste miejsce. W 2000 roku wystartowała na mistrzostwach świata juniorów w Québecu, zdobywając złoty medal w supergigancie. W zawodach tych wyprzedziła bezpośrednio swą rodaczkę, Ingrid Rumpfhuber oraz Anję Pärson ze Szwecji. Wynik ten powtórzyła podczas rozgrywanych rok później mistrzostwach świata juniorów w Verbier, tym razem wyprzedzając Niemkę Marię Riesch i Martinę Schild ze Szwajcarii. Wilhelm była także piąta w gigancie w 2001 roku oraz szósta w zjeździe rok wcześniej.
W zawodach Pucharu Świata zadebiutowała 16 marca 2000 roku w Bormio, zajmując 20. miejsce w supergigancie. Tym samym już w swoim debiucie zdobyła pierwsze pucharowe punkty. Nigdy nie stanęła na podium zawodów tego cyklu, najwyższą lokatę wywalczyła 3 grudnia 2006 roku w Lake Louise, gdzie supergiganta ukończyła na czwartej pozycji. Walkę o podium przegrała tam z Kanadyjką Kelly Vanderbeek o 0,08 sekundy. Najlepsze wyniki osiągała w sezonie 2006/2007, kiedy zajęła 54. miejsce w klasyfikacji generalnej. Nigdy nie wystartowała na mistrzostwach świata ani igrzyskach olimpijskich. W 2008 roku zakończyła karierę.

## Osiągnięcia

### Mistrzostwa świata juniorów
| Miejsce | Dzień     | Rok  | Miejscowość | Konkurencja | Czas biegu  | Strata   | Zwyciężczyni         |
| ------- | --------- | ---- | ----------- | ----------- | ----------- | -------- | -------------------- |
| 6.      | 21 lutego | 2000 | Québec      | Zjazd       | 1:13,47 min | +0,38 s  | Fränzi Aufdenblatten |
| 1.      | 22 lutego | 2000 | Québec      | Supergigant | 1:18,79 min | -        | -                    |
| 19.     | 25 lutego | 2000 | Québec      | Gigant      | 1:55,08 min | +4,40 s  | Anja Pärson          |
| 34.     | 26 lutego | 2000 | Québec      | Slalom      | 1:50,79 min | +12,25 s | Anja Pärson          |
| 12.     | 6 lutego  | 2001 | Verbier     | Zjazd       | 1:33,56 min | +1,79 s  | Astrid Vierthaler    |
| 1.      | 7 lutego  | 2001 | Verbier     | Supergigant | 1:33,54 min | -        | -                    |
| 5.      | 10 lutego | 2001 | Verbier     | Gigant      | 1:55,08 min | +1,20 s  | Fränzi Aufdenblatten |
| 38.     | 10 lutego | 2001 | Verbier     | Slalom      | 1:16,53 min | +10,15 s | Christine Sponring   |

### Puchar Świata

#### Miejsca w klasyfikacji generalnej
- sezon 2002/2003: 67.
- sezon 2003/2004: 68.
- sezon 2004/2005: 89.
- sezon 2005/2006: 61.
- sezon 2006/2007: 54.
- sezon 2007/2008: 85.

#### Miejsca na podium
Wilhelm nigdy nie stanęła na podium zawodów PŚ.